# 刘寅 (摄影指导)
刘寅（？—），男，汉族，中国大陆电影摄影师，主要合作导演有郭帆和高群书等人，代表作有《流浪地球系列电影》。

## 简历
以《流浪地球》获得第32届中国电影金鸡奖最佳摄影奖提名；以《金刚川》获得第12届澳门国际电影节最佳摄影奖提名；以《外太空的莫扎特》获得第35届中国电影金鸡奖最佳摄影提名。

## 摄影作品
- 《流浪地球2》 郭帆导演[3]
- 《熱辣滾燙》賈玲導演
- 《外太空的莫扎特》 陈思诚导演
- 《刀尖》 高群书导演
- 《天星术》 Simon West导演
- 《你好，李焕英》 贾玲
- 《金刚川》 郭帆导演部分
- 《我和我的家乡》 陈思诚导演部分
- 《流浪地球》 郭帆导演[4]
- 《亲密旅行》 沙溢导演
- 《你好，疯子》 饶晓志导演
- 《父亲的身份》（电视剧） 高群书导演
- 《奔爱》 高群书导演部分
- 《同桌的你》 郭帆导演
- 《奇门遁甲》 袁和平 动作组摄影师
- 《勇士》 宁海强 动作组摄影师
- 《智取威虎山》 徐克导演
- 《特殊身份》 霍耀良导演
- 《我愿意》 孙周导演
- 《李献计历险记》 郭帆、李阳